# Seth Carlo Chandler
Seth Carlo Jr. Chandler (Boston, 17 settembre 1846 – 31 dicembre 1913) è stato un astronomo statunitense.

## Biografia
Assistente di Benjamin Gould, divenne direttore dell'United States Coast and Geodetic Survey quando questi cessò l'incarico. Chandler continuò comunque lo studio dell'astronomia, collaborando con Harvard.
Chandler è ricordato per la scoperta dell'oscillazione di Chandler, che modifica di qualche metro la posizione dei poli terrestri in un periodo di 433 giorni.
Fu anche scopritore di nove e determinò con la massima precisione la costante di aberrazione luminosa.
Vinse la medaglia James Craig Watson nel 1894.